# Allenspark
Allenspark is een plaats (census-designated place) in de Amerikaanse staat Colorado, en valt bestuurlijk gezien onder Boulder County.

## Demografie
Bij de volkstelling in 2000 werd het aantal inwoners vastgesteld op 496.

## Geografie
Volgens het United States Census Bureau beslaat de plaats een oppervlakte van
110,7 km², geheel bestaande uit land. Allenspark ligt op ongeveer 2515 m boven zeeniveau.

## Plaatsen in de nabije omgeving
De onderstaande figuur toont nabijgelegen plaatsen in een straal van 32 km rond Allenspark.